# Seznam ruských vojvodů
Toto je seznam ruských vojvodů, správců Ruského vojvodství, správního obvodu Malopolské provincie polské koruny v době první Rzeczpospolité, existujícího v letech 1434-1772 .  
Vojvodství bylo založeno listinou krále Vladislava II. Jagellonského. Hlavním městem vojvodství byl Lvov.   

## Ruští vojvodové před vznikemLublinského svazu
| Vojvoda                                   | Roky úřadu  | Komentáře                     |
| ----------------------------------------- | ----------- | ----------------------------- |
| Jan Mężyk z Dąbrowa                       | 1432 - 1437 |                               |
| Petr Odřivous                             | 1437 - 1450 |                               |
| Ondřej Odřivous                           | 1452 - 1465 |                               |
| Stanislav z Chodcze                       | 1466 - 1474 | od Chotcza-Józefów ( Sienno ) |
| Spytek III. Jaroslawski                   | 1474 - 1479 |                               |
| Jan Odřivous                              | 1479 - 1485 |                               |
| Jan Pilecki                               | 1485 - 1496 |                               |
| Ondřej Fredro                             | 1496        |                               |
| Mikuláš Tęczyński                         | 1496 - 1497 |                               |
| Jakub Buczacki                            | 1497 - 1501 |                               |
| Jan Amor Tarnowski (zemřel 1514)          | 1501 - 1507 |                               |
| Jan Fredro                                | 1507        | z Niżniów                     |
| Stanislav Kmita                           | 1507 - 1511 | od Wiśnicz                    |
| Jan Odřivous                              | 1511 - 1513 |                               |
| Otto Chodecki                             | 1515 - 1527 |                               |
| Jan Amor Tarnowski, velký korunní hejtman | 1527 - 1535 |                               |
| Jan Tęczyński                             | 1536 - 1537 |                               |
| Stanislav I Odřivous                      | 1537 - 1542 |                               |
| Stanislav Odřivous z Sprowy               | 1542 - 1545 |                               |
| Petr Firlej                               | 1545 - 1553 |                               |
| Mikuláš Sieniawski, velký korunní hejtman | 1553 - 1569 |                               |

## Ruští vojvodové po vzniku Lublinského svazu
| Vojvoda                                             | Roky úřadu  | Komentáře |
| --------------------------------------------------- | ----------- | --------- |
| Jiří Jazłowiecki, korunní hejtman                   | 1569 - 1575 |           |
| Hieronim Sieniawski                                 | 1576 - 1582 |           |
| Stanislav Żółkiewski, později velký korunní hejtman | 1585 - 1588 |           |
| Nicholas Herburt                                    | 1588 - 1602 |           |
| Stanislav Golski                                    | 1604 - 1612 |           |
| Jan Daniłowicz                                      | 1613 - 1628 | Olesko    |
| Stanislav Lubomirski                                | 1628 - 1638 |           |
| Konstanty Wiśniowiecki                              | 1638 - 1641 |           |
| Jakub Sobieski                                      | 1641 - 1646 |           |
| Jeremi Wiśniowiecki                                 | 1646 - 1651 |           |
| Stanislav Lanckoroński, korunní polní hejtman       | 1652 - 1657 |           |
| Stefan Czarniecki                                   | 1657 - 1664 |           |
| Stanislav Jan Jabłonowski, korunní hejtman          | 1664 - 1692 |           |
| Marek Matczyński                                    | 1692 - 1697 |           |
| Jan Stanislav Jabłonowski                           | 1697 - 1731 |           |
| August Aleksander Czartoryski                       | 1731 - 1782 |           |
| Stanislav Szczęsny Potocki                          | 1782 - 1788 |           |
| Jan Kicki                                           | 1791 - 1794 |           |